# Dél-Korea az 1968. évi téli olimpiai játékokon
Dél-Korea a franciaországi Grenoble-ban megrendezett 1968. évi téli olimpiai játékok egyik részt vevő nemzete volt. Az országot az olimpián 4 sportágban 8 sportoló képviselte, akik érmet nem szereztek.

## Alpesisí
Férfi
| Versenyző | Versenyszám      | Selejtező | Selejtező | Selejtező | Selejtező | Döntő    | Döntő    | Döntő    | Döntő    | Döntő      | Döntő      |
| Versenyző | Versenyszám      | 1. futam  | 1. futam  | 2. futam  | 2. futam  | 1. futam | 1. futam | 2. futam | 2. futam | Összesítés | Összesítés |
| Versenyző | Versenyszám      | Idő       | Hely.     | Idő       | Hely.     | Idő      | Hely.    | Idő      | Hely.    | Idő        | Helyezés   |
| --------- | ---------------- | --------- | --------- | --------- | --------- | -------- | -------- | -------- | -------- | ---------- | ---------- |
| O Cseszik | Műlesiklás       | kizárták  | kizárták  | kizárták  | kizárták  | kiesett  | kiesett  | kiesett  | kiesett  | kiesett    | kiesett    |
| O Cseszik | Óriás-műlesiklás |           |           |           |           | 2:45,53  | 92.      | 2:21,45  | 83.      | 5:06,98    | 88.        |

## Gyorskorcsolya
Férfi
| Versenyző | Versenyszám | Eredmény | Helyezés |
| --------- | ----------- | -------- | -------- |
| I Ikhvan  | 1500 m      | 2:17,5   | 51.      |
| I Ikhvan  | 5000 m      | 8:28,2   | 38.      |

Női
| Versenyző   | Versenyszám | Eredmény | Helyezés |
| ----------- | ----------- | -------- | -------- |
| Kim Küdzsin | 1500 m      | 2:36,7   | 27.      |
| Kim Küdzsin | 3000 m      | 5:29,5   | 22.*     |

* - egy másik versenyzővel azonos eredményt ért el

## Műkorcsolya
| Versenyző    | Versenyszám  | Kötelező elemek   | Kötelező elemek | Kűr               | Kűr   | Összesítés                     | Összesítés                     | Összesítés                     | Összesítés                     | Összesítés                     | Összesítés                     | Összesítés                     | Összesítés                     | Összesítés                     | Összesítés        | Összesítés        | Összesítés  | Összesítés | Összesítés |
| Versenyző    | Versenyszám  | Kötelező elemek   | Kötelező elemek | Kűr               | Kűr   | Helyezési pontszámok bírónként | Helyezési pontszámok bírónként | Helyezési pontszámok bírónként | Helyezési pontszámok bírónként | Helyezési pontszámok bírónként | Helyezési pontszámok bírónként | Helyezési pontszámok bírónként | Helyezési pontszámok bírónként | Helyezési pontszámok bírónként | Több. hely. száma | Több. hely. össz. | Hely. össz. | Pont       | Helyezés   |
| Versenyző    | Versenyszám  | Több. hely. száma | Hely.           | Több. hely. száma | Hely. | 1                              | 2                              | 3                              | 4                              | 5                              | 6                              | 7                              | 8                              | 9                              | Több. hely. száma | Több. hely. össz. | Hely. össz. | Pont       | Helyezés   |
| ------------ | ------------ | ----------------- | --------------- | ----------------- | ----- | ------------------------------ | ------------------------------ | ------------------------------ | ------------------------------ | ------------------------------ | ------------------------------ | ------------------------------ | ------------------------------ | ------------------------------ | ----------------- | ----------------- | ----------- | ---------- | ---------- |
| I Kvangjong  | Férfi egyéni | 9×28+             | 28.             | 9×28+             | 28.   | 28,0                           | 27,0                           | 28,0                           | 28,0                           | 28,0                           | 27,0                           | 28,0                           | 28,0                           | 28,0                           | 9×28+             | 250,0             | 250,0       | 1360,3     | 28.        |
| I Hjondzsu   | Női egyéni   | 5×30+             | 30.             | 5×30+             | 30.   | 30,0                           | 31,0                           | 30,0                           | 30,0                           | 30,0                           | 29,0                           | 31,0                           | 30,0                           | 30,0                           | 7×30+             | 209,0             | 271,0       | 1359,9     | 30.        |
| Kim Hjekjong | Női egyéni   | 5×31+             | 32.             | 9×31+             | 31.   | 31,0                           | 30,0                           | 31,0                           | 31,0                           | 31,0                           | 31,0                           | 30,0                           | 31,0                           | 31,0                           | 9×31+             | 277,0             | 277,0       | 1336,2     | 31.        |

## Sífutás
Férfi
| Versenyző   | Versenyszám | Eredmény      | Helyezés      |
| ----------- | ----------- | ------------- | ------------- |
| Kim Cshungi | 15 km       | 1:00:04,8     | 66.           |
| Kim Cshungi | 30 km       | 2:11:51,3     | 63.           |
| Jun Csongim | 15 km       | 58:28,2       | 62.           |
| Jun Csongim | 30 km       | nem ért célba | nem ért célba |
| Jun Csongim | 50 km       | 3:27:22,5     | 47.           |